# Space Heavy
Space Heavy è il quinto album in studio del cantautore inglese King Krule, pubblicato nel 2023.

## Tracce
Testi di Archy Marshall, eccetto dove indicato, musiche di Marshall.
1. Flimsier – 3:59
2. Pink Shell – 2:15 (testo: Marshall, Ignacio Salvadores)
3. Seaforth – 4:05 (testo: Marshall, Marina Marshall Patmore)
4. That Is My Life, That Is Yours – 3:11
5. Tortoise of Independency – 2:07
6. Empty Stomach Space Cadet – 2:07
7. Flimsy – 1:13
8. Hamburgerphobia – 3:19
9. From the Swamp – 3:03
10. Seagirl (featuring Raveena) – 3:22 (testo: Marshall, Raveena Aurora)
11. Our Vacuum – 3:22
12. Space Heavy – 3:04
13. When Vanishing – 3:12
14. If Only It Was Warmth – 3:17
15. Wednesday Overcast – 3:07

## Classifiche
| Classifica (2023) | Posizione raggiunta |
| ----------------- | ------------------- |
| Regno Unito       | 18                  |